# NGC 54
NGC 54 es una galaxia espiral barrada localizada en la constelación de Cetus. La galaxia fue descubierta por Wilhelm Tempel en 1886, y la definió como "muy tenue, bastante pequeña, redonda". La galaxia tiene un diámetro de 90,000 años luz, haciéndola un poco más pequeña que la Vía Láctea.